# (27178) Quino
(27178) Quino es un asteroide en el cinturón principal de asteroides.

## Descripción
(27178) Quino es un asteroide en el cinturón principal de asteroides. Fue descubierto por el programa OCA-DLR Asteroid Survey (ODAS) el 21 de enero de 1999 en Caussols. Tiene una órbita caracterizada por un semieje mayor de 2,25 AU, una excentricidad de 0,049 y una inclinación de 4,69° con respecto a la eclíptica.
Debe su nombre al dibujante argentino Joaquín Salvador Lavado Tejón (1932-2020), creador del personaje Mafalda, conocido con el seudónimo de Quino.